# Notalina moselyi
Notalina moselyi là một loài Trichoptera trong họ Leptoceridae. Chúng phân bố ở miền Australasia.